# مارك نيغارد
مارك نيغارد (بالدنماركية: Marc Nygaard)‏ هو لاعب كرة قدم دنماركي في مركز الهجوم، ولد في 1 سبتمبر 1976 في كوبنهاغن في مملكة الدنمارك. شارك مع منتخب الدنمارك تحت 21 سنة لكرة القدم ومنتخب الدنمارك لكرة القدم. أما مع النوادي، فقد لعب مع رودا كيركراده وكوينز بارك رينجرز ونادي أونترهاخينغ ونادي بريشيا ونادي راندرس ونادي كاتانيا ونادي كوبنهاغن ونادي موسكرون ونادي هيرنفين وهيلموند سبورت.

## وصلات خارجية
- مارك نيغارد على موقع قاعدة بيانات كرة القدم.إي يو (الإنجليزية)
- مارك نيغارد على موقع بيانات كرة القدم. دي إي (الألمانية)
- مارك نيغارد على موقع ناشيونال فوتبول تيمز (الإنجليزية)
- مارك نيغارد على موقع Soccerbase.com (لاعب) (الإنجليزية)
- مارك نيغارد على موقع Soccerway.com (الإنجليزية)
- مارك نيغارد على موقع عالم كرة القدم.نت (الإنجليزية)